# Рам, Хецронів син
Рам — (івр. רם) — особа Старого Заповіту, предок Давида, син Хецрона. Його попередники і нащадки приведені у Книзі Рут (Рут. 4:19) та Першій книзі хроніки (1 Хр. 2:9). Про нього відомо лише те, що він жив коли ізраїльтяни були у Єгипті. У Новому Завіті відомий за іменами Арам (Мт. 1:3-4) та Арні (Лк. 3:33).